# الأراضي المقدسة

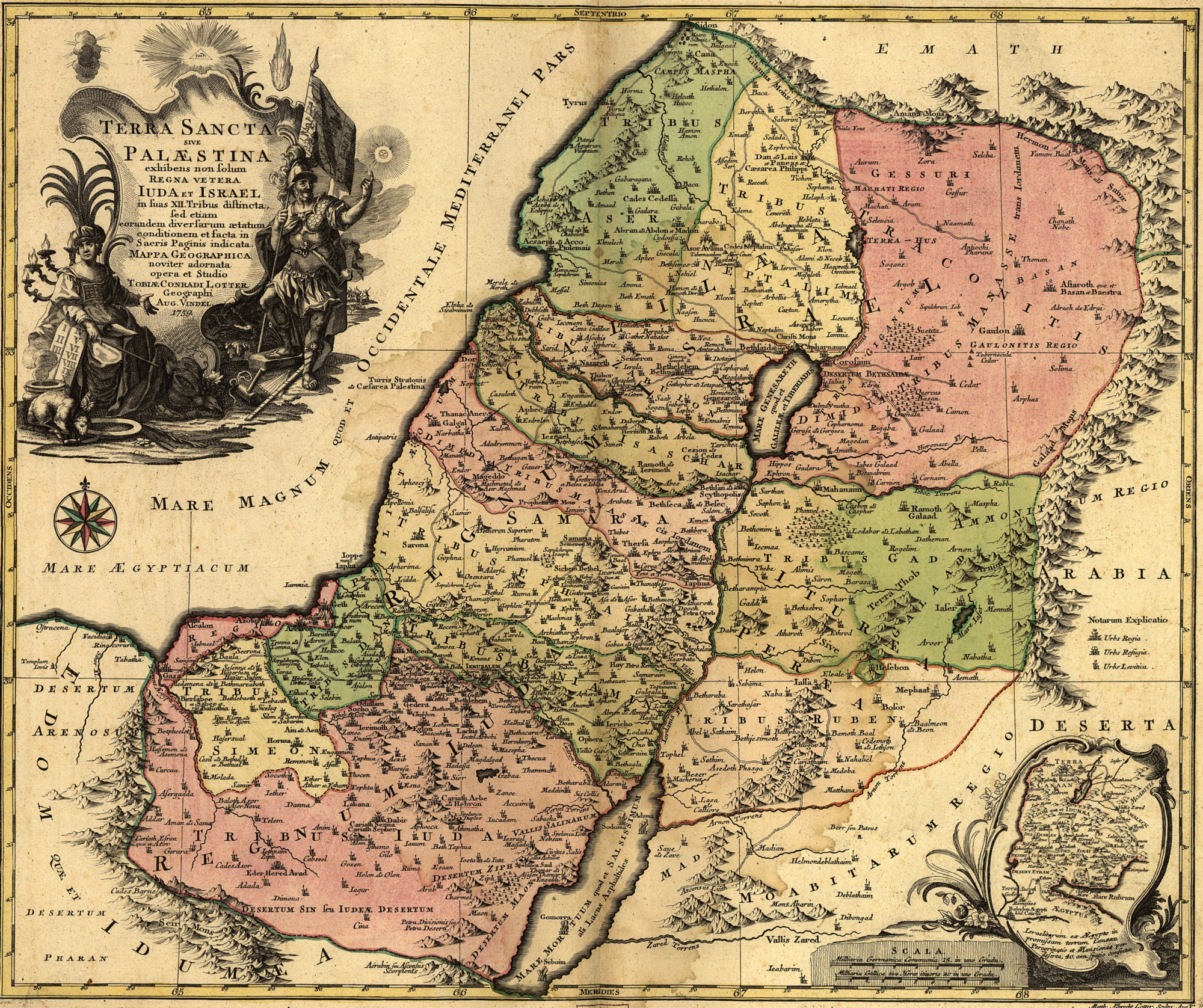
الأرض المقدسة، أو فلسطين، والتي تبين الممالك القديمة يهوذا وإسرائيل التي تم فيها التمييز بين القبائل الاثنا عشر، ووضعهم في فترات مختلفة. توبياس كونراد لوتر، الجغرافيين. أوغسبورغ، ألمانيا، 1759

الأراضي المقدسة (بالعبرية: אֶרֶץ הַקוֹדֵשׁ؛ باللاتينية: Terra Sancta) أو الديار المقدسة هو مصطلح مستخدم في الديانتين المسيحية واليهودية للإشارة إلى الأماكن المقدسة في فلسطين وخاصًة القدس وبيت لحم والناصرة، ولكن أيضًا كثيرًا ما يستخدم تاريخيًا اسم كنعان للإشارة إلى الشام ككل. في الإسلام، مصطلح الأراضي المقدسة لا يشير بالضرورة إلى الشام، وإنما إلى الحجاز الذي يضم المدينتين المقدستين مكة والمدينة.
المصطلح تقليديًا، هو مرادف لكل من أرض إسرائيل التوراتية وفلسطين التاريخية. ويشير المصطلح عادةً إلى إقليم مطابق تقريبًا لدولة إسرائيل الحديثة والأراضي الفلسطينية وغرب الأردن وأجزاء من جنوب لبنان وجنوب غرب سوريا. تعتبر هذه المناطق مقدسة لكل من اليهود والمسيحيين والمسلمين. جزء من أهمية الأرض ينبع من الأهمية الدينية للقدس، فهي أقدس مدينة في الديانة اليهودية، وهي المنطقة التاريخية لرسالة يسوع، وموقع الإسراء والمعراج في الدين الإسلامي.
كانت قداسة الأرض بالنسبة لأتباع الديانة المسيحية جزءًا من دوافع الحملات الصليبية المعلنة، حيث سعى المسيحيون الأوروبيون إلى استعادة الأرض المقدسة من المسلمين، والذين كانوا قد احتلوها من الإمبراطورية البيزنطية المسيحية. ولطالما كانت العديد من المواقع في الأراضي المقدسة وجهات حج لأتباع الديانات الإبراهيمية، بما في ذلك اليهود والمسيحيون والمسلمون والبهائيون. يزور الحجاج الأرض المقدسة للمس ورؤية المظاهر المادية لإيمانهم، وتأكيد معتقداتهم في السياق المقدس مع الإثارة الجماعية، والإتصال الشخصي بالأرض المقدسة.

## في الأديان

### اليهودية

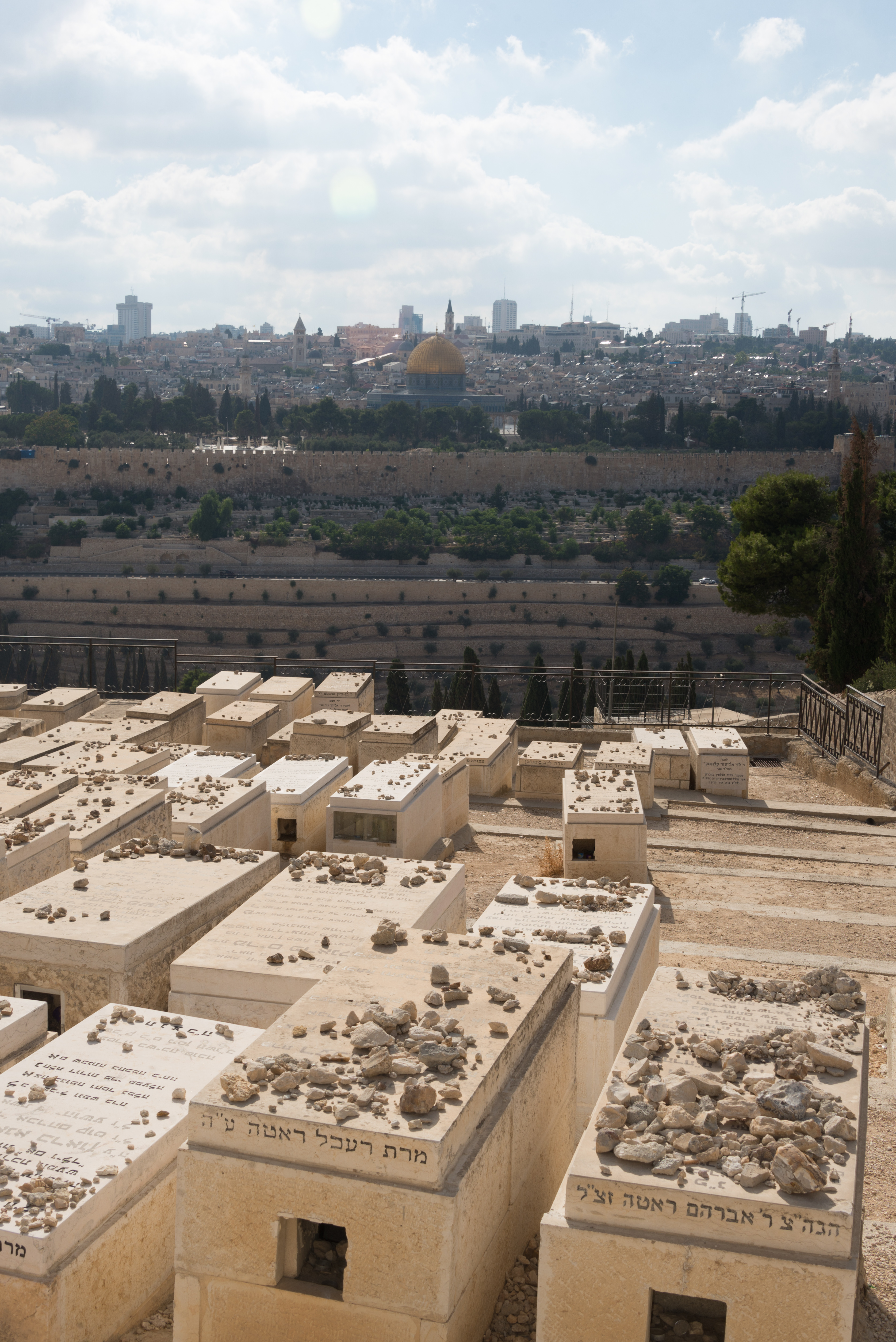
مقبرة يهودية على جبل الزيتون في القدس. لقد جذبت قداسة المنطقة اليهود ليتم دفنهم في أرضها المقدسة.

لا يشير اليهود عادةً إلى أرض إسرائيل بأنها «الأرض المقدسة» (بالعبرية: אֶרֶץ הַקוֹדֵשׁ). ويشير التناخ صراحةً إلى أنها «الأرض المقدسة» في مقطع واحد فقط. ويُستخدم مصطلح «الأرض المقدسة» مرتين أيضًا في الأسفار القانونية الثانية. إن قداسة أرض إسرائيل في التناخ تعني بشكل عام الأرض التي تُعطى إلى بني إسرائيل من قبل الله، أي «أرض الميعاد»، وهي جزء لا يتجزأ من عهد الله. في التوراة، لا يمكن تنفيذ العديد من الميتسوفوت المفروضة على بني إسرائيل إلا في أرض إسرائيل، التي تم تمييزها عن الأراضي الأخرى. على سبيل المثال، ذكر في سفر اللاويين أن «الأَرْضُ لاَ تُبَاعُ بَتَّةً» في أرض إسرائيل. ويلاحظ أن الشميتا يتعلق فقط بأرض إسرائيل، ويختلف الاحتفال بالعديد من الأيام المقدسة، حيث يتم الاحتفال بيوم إضافي في الشتات اليهودي.
بحسب اليعازر شويد:
من منظور الموسوعة اليهودية عام 1906، ازدادت قداسة أرض إسرائيل في اليهودية منذ القرن السادس عشر، لا سيما بالنسبة للدفن، في «المدن المقدسة الأربعة» وهي القدس، والخليل، وصفد وطبريا، باعتبارها أقدس المدن اليهودية. وتعتبر القدس، ذات أهمية دينية خاصة. ولا يزال يجري دفن لليهود المغتربين الذين يرغبون في الدفن في الأراضي المقدسة في إسرائيل.
ووفقاً للتقاليد اليهودية، فإن القدس هي جبل موريا، موقع التضحية في إسحاق. ذُكرت القدس في التناخ 669 مرّة، وذُكر اسم «صهيون» التي يقصد بها اليهود المدينة تارة وفلسطين ككل تارة أخرى، 154 مرّة. وأصبحت مدينة القدس مقدسة عند اليهود بعد أن فتحها النبي والملك داود وجعلها عاصمة مملكة إسرائيل الموحدة في القرن العاشر قبل الميلاد. وكانت القدس تحوي الهيكل الذي بناه سليمان بن داود، الذي يسميه اليهود «هيكل سليمان»، بالإضافة إلى هيكل أو معبد حيرود الذي شُيّد في وقت لاحق بعد أن هُدم الهيكل الأوّل. ورد ذكر هذا الهيكل 632 مرّة في الكتاب المقدس، وما زال اليهود اليوم يتعبدون عند حائط البراق أو حائط المبكى، الذي يؤمنون بأنه كل ما تبقى من المعبد القديم، ويُشكل هذا الحائط ثاني أقدس الأماكن في اليهودية بعد «قدس الأقداس».
يذكر التلمود الواجب الديني لاستيطان أرض إسرائيل. حيث من المهم جداً في اليهودية فعل شراء الأراضي في إسرائيل، ويسمح التلمود برفع بعض القيود الدينية من الالتزام بيوم السّبت من أجل المزيد من الاستحواذ والتسوية. وقال الحاخام يوهانان «كل من يمشي بأربعة أذرع في أرض إسرائيل، يضمن دخول العالم». وبسبب تركيز السكان اليهود في إسرائيل، تم منع الهجرة بشكل عام، مما أدى إلى الحد من المساحة المتاحة للتعلم اليهودي. ومع ذلك، بعد معاناة الاضطهاد في إسرائيل لقرون بعد تدمير الهيكل، انتقل الحاخامات الذين وجدوا صعوبة كبيرة في الاحتفاظ بموقعهم إلى بابل، مما وفر لهم حماية أفضل. أراد العديد من اليهود أن تكون إسرائيل المكان الذي يموتون فيه، لكي يدفنوا هناك.

### المسيحية

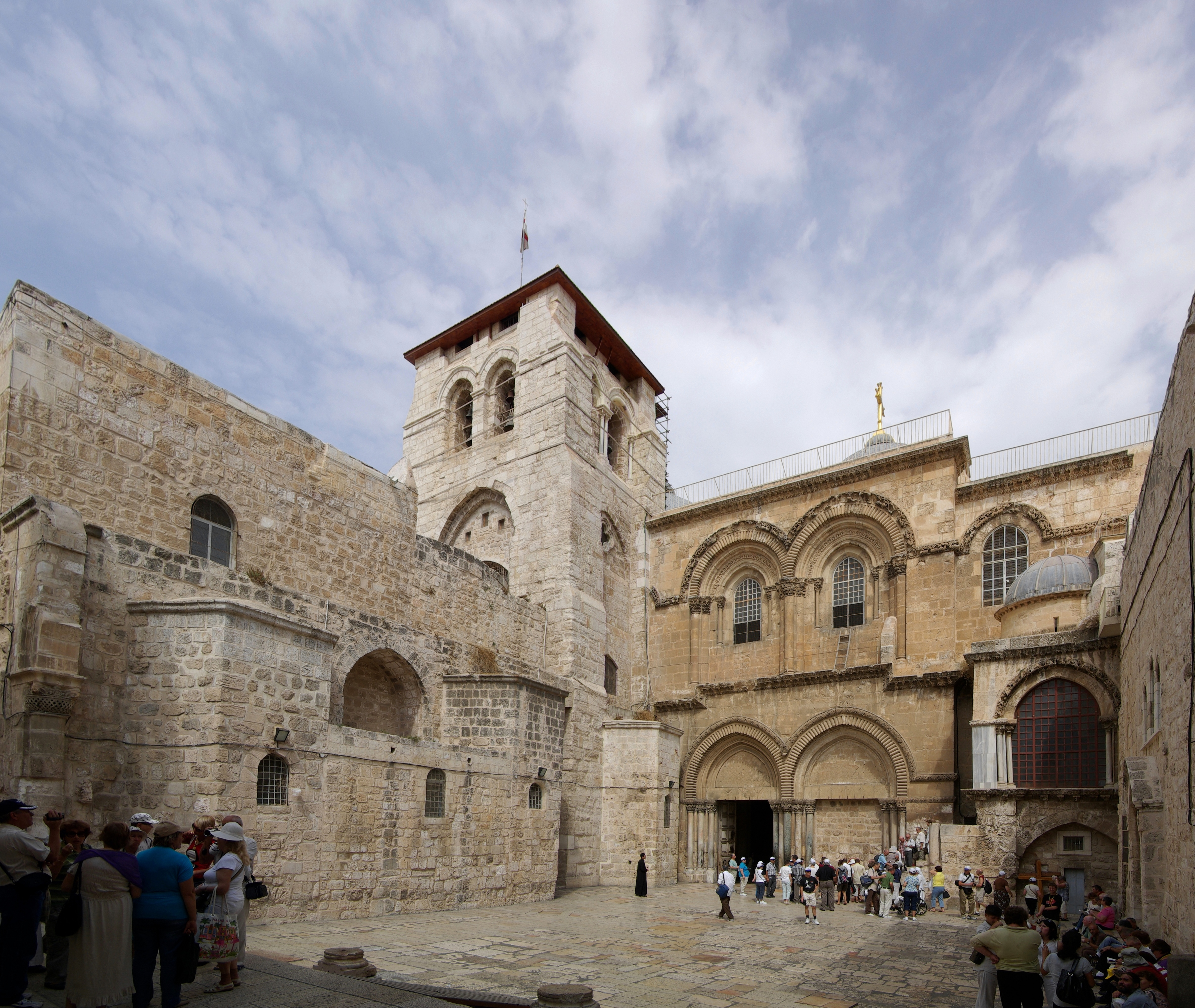
كنيسة القيامة في القدس الشرقية؛ تُعتبر الكنيسة أقدس الكنائس المسيحية والأكثر أهمية في العالم المسيحي وتحتوي الكنيسة وفق المعتقدات المسيحية على المكان الذي دفن فيه يسوع.

بالنسبة للمسيحيين، تعتبر فلسطين التاريخية أرضاً مقدسة بسبب ارتباطها بميلاد يسوع ورسالته وصلبه وقيامته، ويعتبر المسيحيون يسوع المخلص أو المسيح. وحدثت فيها معظم الأحداث المذكورة في العهد الجديد والعديد من الأحداث المذكورة في العهد القديم. وحسب التراث المسيحي انطلقت البشارة المسيحية من منطقة الجليل ويهوذا، أي من شمالي فلسطين وأوساطها، وانتشرت في أنحاء العالم. غالباً ما أحتوت الكتب المسيحية، بما في ذلك طبعات الكتاب المقدس، على خرائط للأرض المقدسة وبما فيها خرائط لمنطقة الجليل والسامرة ويهودا. على سبيل المثال، ظهر في كتاب السفر من خلال الكتاب المقدس (باللاتينية:Itinerarium Sacrae Scripturae) لهينريش بونتينج (1545-1606)، وهو قس بروتستانتي ألماني، مثل هذه الخرائط. وكان كتابه شائعًا للغاية، وقدم «الملخص الأكثر اكتمالاً والمتاح للجغرافيا الكتابية ووصف جغرافية الأرض المقدسة من خلال تتبع أسفار الشخصيات الرئيسية من العهد القديم والجديد».
بعد تحوّل الإمبراطور قسطنطين إلى المسيحية في بداية القرن الرابع، انتهى رسميًا عصر الاضطهادات مما فسح للكنيسة المسيحية المجال كي تنظم نفسها وتنتشر وتزداد نشاطًا تبشيريّا؛ فبنيت الكنائس الكبرى في الأماكن المقدسة بحسب العقيدة المسيحية وذلك على يد الإمبراطورة هيلانة والدة الإمبراطور قسطنطين، ومنها كنيسة القيامة سنة 335، وجبل الزيتون، وجبل صهيون، وكنيسة المهد وغيرها، ممّا مهّد حركة الحج المسيحية للأماكن المقدسة الخاصة بها. وقد برز في تلك الفترة كيرلس الأورشليمي (313-387) الذي بقي أسقفًا على مدينة القدس لمدة 48 عامًا، وقد ازدهرت في زمانه الحياة الليتورجيّة في الأماكن المسيحية المقدسة.
لعبت الأماكن المسيحيّة المقدسة في فلسطين دورًا هامًا في حياة المسيحيين الفلسطينيين، وكانت مصدر نزاع دائم بين الكنائس المسيحية إلى أن حدد العثمانيون سنة 1856 حقوق كل طائفة وواجباتها في الأماكن المقدسة وفق الوضع الذي كان جاريًا في ذلك العام. وهو ما يُعرف بنظام الستاتو كو، الذي لا تزال الطوائف المسيحية تسير عليه فيما يتعلق بتفاصيل حقوقها في الأماكن المقدسة خاصًة في كنيسة القيامة في مدينة القدس، وكنيسة المهد في بيت لحم. كان البحث عن الأماكن المقدسة المسيحية أساس علم الآثار التوراتية في القرن التاسع عشر في سوريا العثمانية وفيما بعد الانتداب البريطاني على فلسطين. عقب قيام دولة إسرائيل عام 1948، تقع اليوم عدد من المواقع المسيحية المقدسة فيها، وعقب حرب 1967 احتلت إسرائيل مدينة القدس وبالتالي تقع المواقع المسيحية المقدسة في القدس تحت السيطرة الإسرائيلية.
كمصطلح جغرافي، يشمل وصف «الأرض المقدسة» في المسيحية بشكل فضفاض إسرائيل المعاصرة والأراضي الفلسطينية ولبنان وغرب الأردن وجنوب غرب سوريا.

### الإسلام

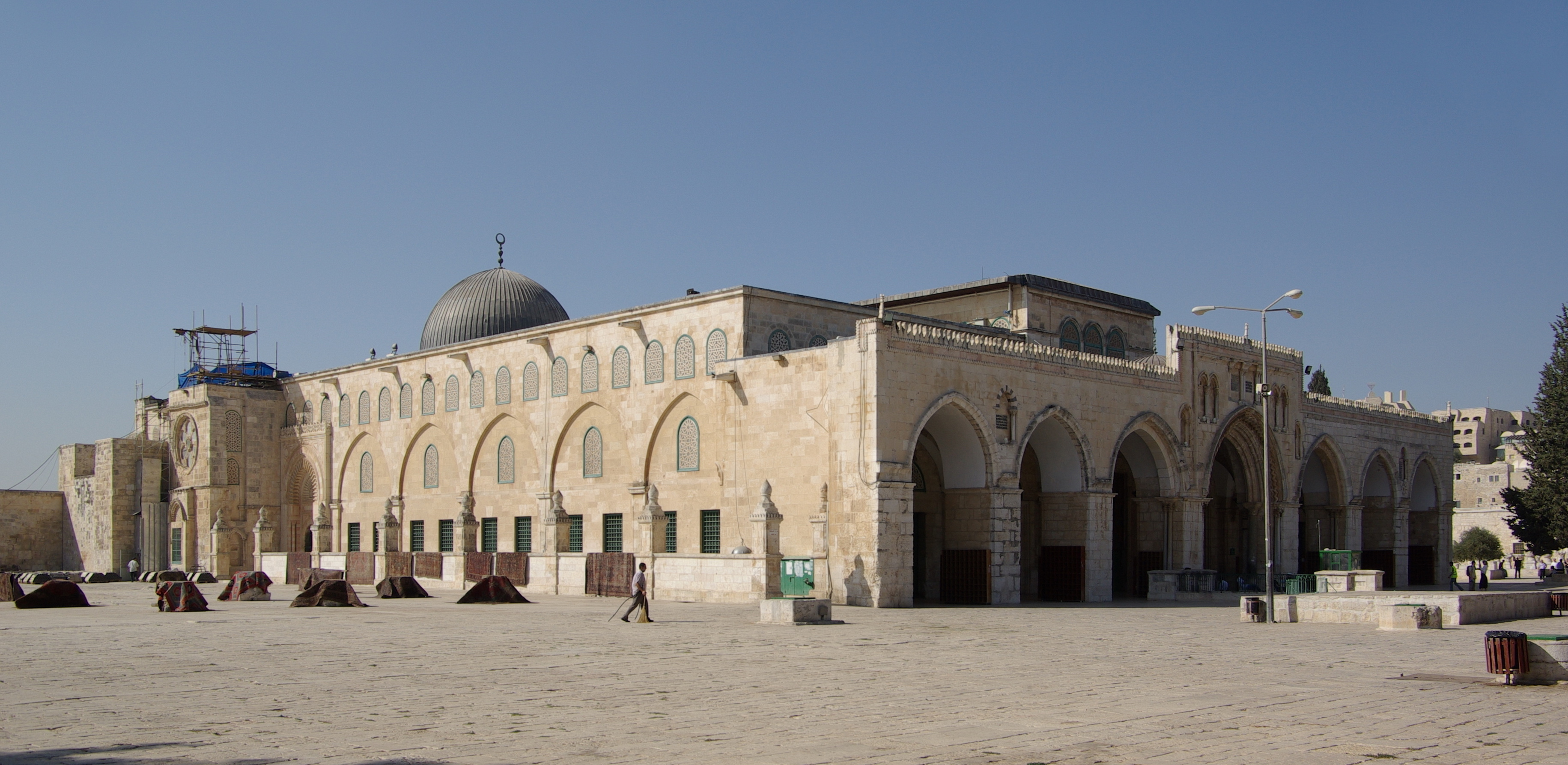
المصلى القبلي، وهو جزء من المسجد الأقصى أحد أكبر مساجد العالم ومن أكثرها قدسيةً للمسلمين، وأول القبلتين في الإسلام.

يذكر مصطلح الأرض المقدسة في القرآن في مقطع فيه يعلن موسى يعلن لبنو إسرائيل «يَا قَوْمِ ادْخُلُوا الْأَرْضَ الْمُقَدَّسَةَ الَّتِي كَتَبَ اللَّهُ لَكُمْ وَلَا تَرْتَدُّوا عَلَىٰ أَدْبَارِكُمْ فَتَنقَلِبُوا خَاسِرِينَ»، ويشير القرآن أيضاً إلى هذه الأرض بأنها «مُباركة».
القدس هي ثالث أقدس الأماكن عند المسلمين بعد مكة والمدينة المنورة، وكانت تمثّل قبلة الصلاة الإسلامية طيلة ما يُقارب من سنة، قبل أن تتحول القبلة إلى الكعبة في مكة. وقد أصبحت القدس مدينة ذات أهميّة دينية عند المسلمين بعد أن أسرى الملاك جبريل بالنبي محمد إليها، وفق المعتقد الإسلامي، قرابة سنة 620 حيث عرج من الصخرة المقدسة إلى السموات العلى حيث قابل جميع الأنبياء والرسل الذين سبقوه وتلقّى من الله تعاليم الصلاة وكيفية أدائها. تنص سورة الإسراء أن محمدًا أُسري به من المسجد الحرام إلى «المسجد الأقصى»: ﴿سُبْحَانَ الَّذِي أَسْرَى بِعَبْدِهِ لَيْلاً مِّنَ الْمَسْجِدِ الْحَرَامِ إِلَى الْمَسْجِدِ الأَقْصَى الَّذِي بَارَكْنَا حَوْلَهُ لِنُرِيَهُ مِنْ آيَاتِنَا إِنَّهُ هُوَ السَّمِيعُ الْبَصِيرُ﴾؛ وقد أجمع المفسرون على أن المقصود بالمسجد الأقصى مدينة القدس ذاتها، وسُميت الأقصى لبعد المسافة بينها وبين المسجد الحرام، إذ لم يكن حين إذن فيها المسجد الأقصى الحالي. يقع اليوم معلمين إسلاميين في الموقع الذي عرج منه محمد إلى السماء، وهما قبة الصخرة التي تحوي الصخرة المقدسة، والمسجد الأقصى الذي بُني خلال العهد الأموي. ومما يجعل من القدس مدينة مهمة في الإسلام أيضًا، أن عددًا كبيرًا من الأنبياء والصالحين الذين يتشارك المسلمون وأهل الكتاب عمومًا بالإيمان بهم، مع اختلاف النظرة إليهم، حيث يعتبر المسلمون واليهود أن عدد منهم أنبياء أو رسل بينما ينظر المسيحيون إليهم بصفتهم قديسين، قطنوا المدينة عبر التاريخ أو عبروها، ومنهم داود وسليمان وزكريا ويحيى والمسيح عيسى بن مريم، وكذلك لذكر المدينة في القرآن بأنها وما حولها أراض مباركة شكّلت قبلة للأنبياء ومهبطًا للملائكة والوحي وأن الناس يُحشرون فيها يوم القيامة.
المنطقة المحددة المُشار إليها بأنها «مباركة» في القرآن، في آيات في سورة الأنبياء وسورة سبأ وسورة الإسراء، وتم تفسيرها بشكل مختلف من قبل فقهاء مختلفين. يربط عبد الله يوسف علي المنطقة على نطاق واسع بما في ذلك سوريا ولبنان، ولا سيما مدن صور وصيدا. ويصفها الزوج بأنها «دمشق وفلسطين وجزء قليل من الأردن». في حين يصفها معاذ بن جبل بأنها «المنطقة بين العريش والفرات»؛ أما بالنسبة لعبد الله بن عباس فهي «أرض أريحا». يشار إلى هذه المنطقة بشكل عام باسم الـشَّـام.

### مذهب التوحيد الدرزي

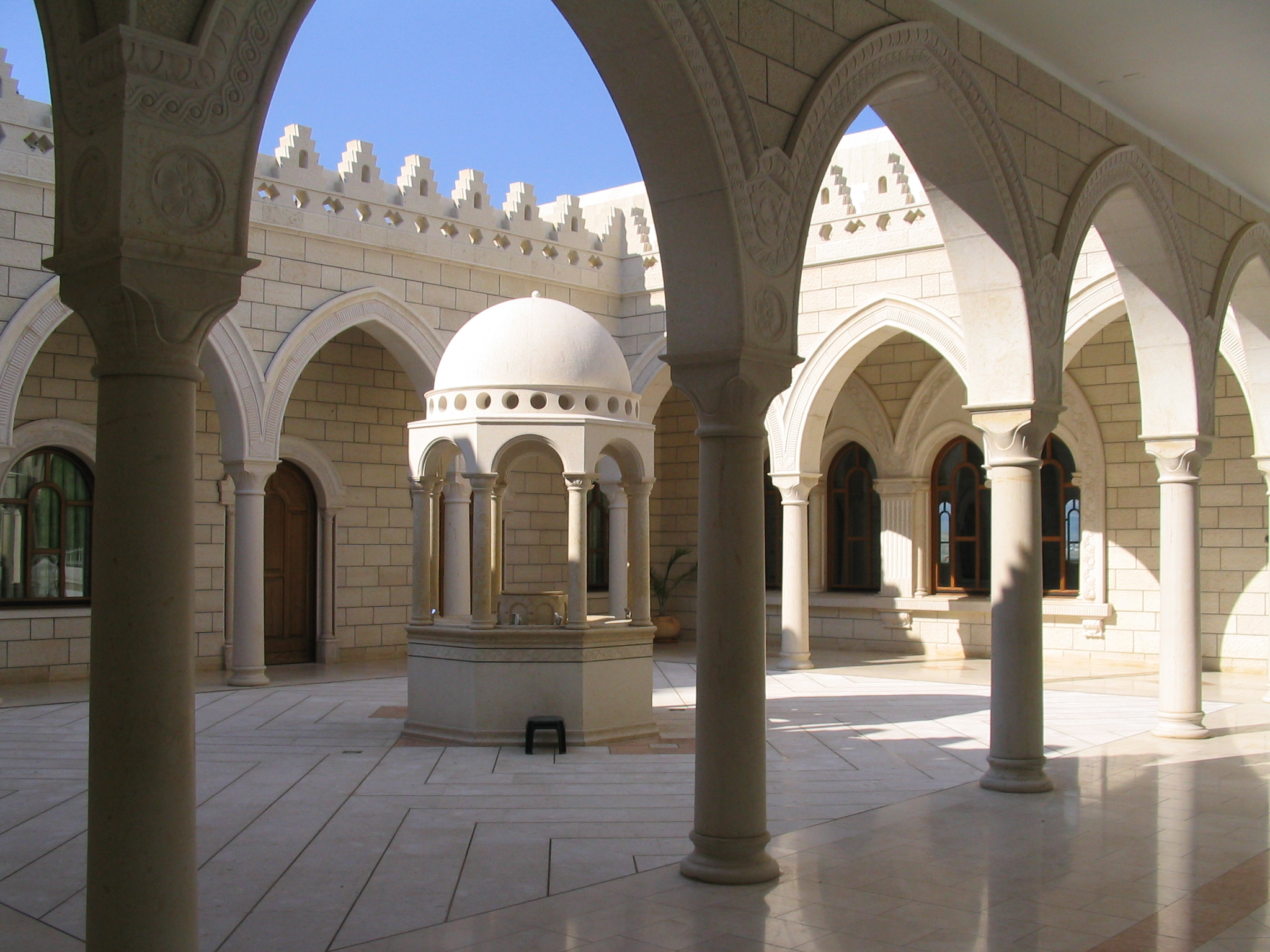
مقام النبي شعيب في حطين.

هناك حوالي 130ً مكاناً مقدًساً ومقاماً لدى الدروز في أنحاء منطقة الشرق الأوسط، من بينها نحو 70 في إسرائيل، ونحو 40 في لبنان، وستة عشرة في سوريا، وواحد في الأردن. وتقع هذه الأماكن المقدسة والمقامات داخل القرى، وعلى رؤوس الجبال، وفي المغاور، وبالقرب من عيون الماء والينابيع. وتقوم معظم الأماكن المقدسة والمقامات لدى الطائفة الدرزيّة في مواقع تشكل علامات بازرة في شخصيات لديها أهمية دينية في مذهب التوحيد أو موقع دفنها، والأماكن المقدسة لدى الموحدون الدروز هي مواقع أثرية مهمة للمجتمع وترتبط بالأعياد الدينية؛ وأبرز مثال على ذلك مقام النبي شعيب، هو مقام النبي شعيب الشخصية المحورية في المذهب الدرزي، والذي يقع قرب قرية حطين في إسرائيل حيث يُعتقد بأنّ النبي شعيب قد دُفن فيه، ويُعتبر هذا المقام أحد أقدس المواقع عند الطائفة الدرزية، ومقصدًا للزوار الدروز. وبعد عام 1948 تم نقل حجز القبر إلى الطائفة الدرزية، والذين يحجون إليه في كل عام في موعد محدد من 25-28 إبريل. أما ثاني أبرز المقامات الدرزية فهو مقام الخضر في كفرياسيف، ويُعد الخضر من أهم ّ الأنبياء في مذهب التوحيد الدرزي؛ يليه مقام النبي سبلان في قرية حُرفيش وهو أحد الأماكن المقدسة الهامة لدى الدروز.
من المقامات ذات الأهمية الدينية لدى الموحدون الدروز هي ضريح أبو إبراهيم، والذي يعتبره الدروز نبياً حيث كان من أكبر دعاة مذهب التوحيد في عهد الخليفة الفاطمي الحاكم بأمر الله في القرن الحادي عشر، ويقع المقام في أقدم جزء من دالية الكرمل. ومقام الست سارة في قرية كسرى، وهي إحدى النساء البارزات والمهمات في فترة الدعوة إلى مذهب التوحيد إبان القرن الحادي عشر. ومقام الشيخ الفاضل في قرية كفرسميع، ويقع مقام سيدنا عبد الله في بلدة عسفيا.
يقوم الموحدون الدروز بين الحين والآخر بارتياد الأماكن المقدسة لديهم، وهو ما يسمى بطقس «الزيارة». قسم من هذه الزيارات هي زيارات عموميَّة لعامة أبناء الطائفة، حيث تكون هذه الزيارات في مواعيد ثابتة من كل سنة، وفي أيام الأعياد بشكل أساسي؛ بينما بقيّة الزيارات هي زيارات شخصيَّة وفرديَّة يقوم بها الأفراد مع أبناء عوائلهم في الأوقات الملائمة لهم.

### البهائية

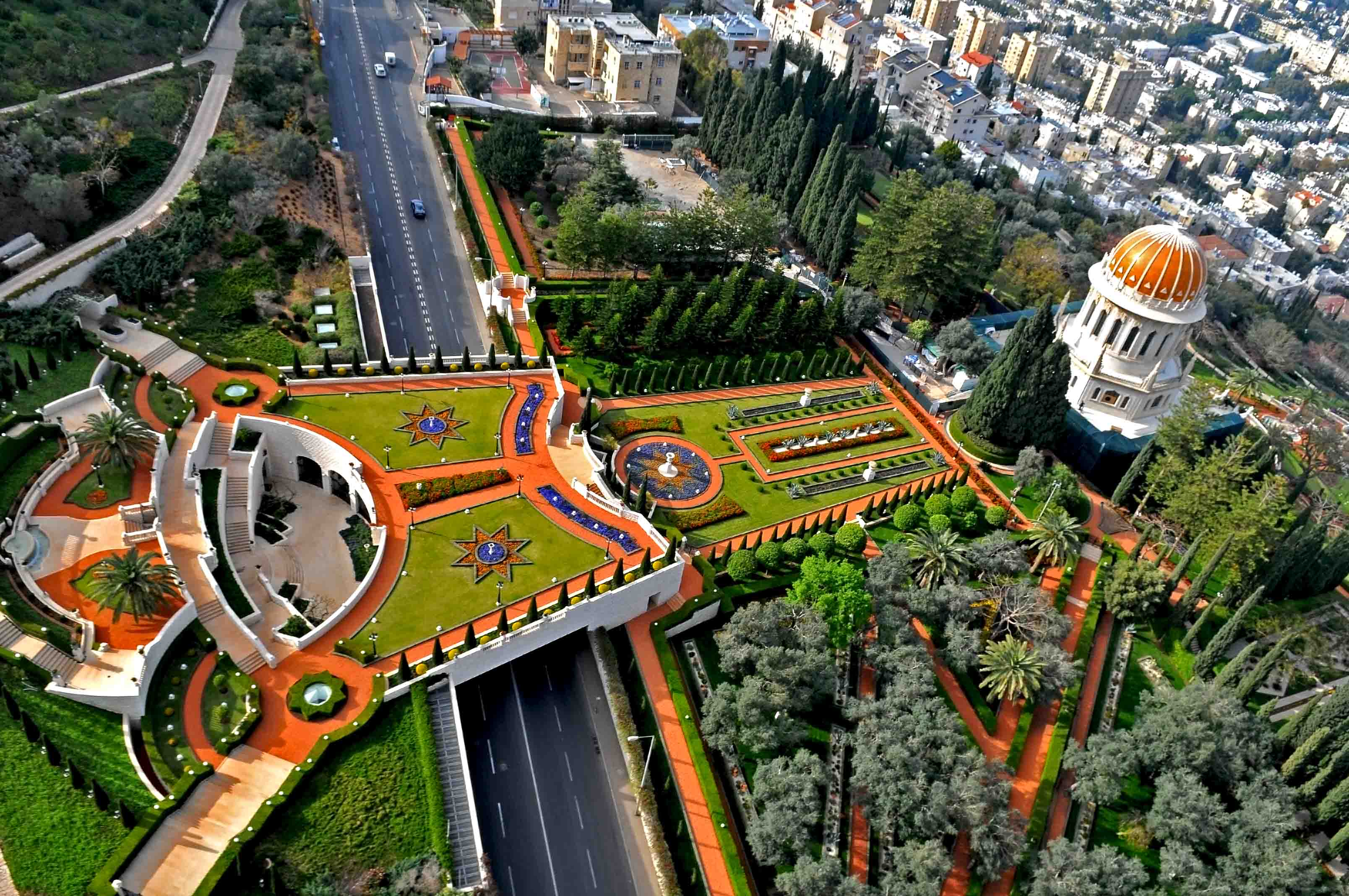
ضريح الباب في حيفا.

يعتبر البهائيين مدينة عكا وحيفا مدناً مقدسة؛ ففي مدينة عكا نفي بهاءالله، مؤسس الديانة البهائية، إلى سجن عكا من عام 1868 حتى وفاته عام 1892. ويحتوي الضريح في عكا على رفات بهاء الله ويتكون الضريح من منطقة مركزية تحتوي على حديقة صغيرة مليئة بالأشجار محاطة بمسارات مغطاة بسجاد فارسي. وقد تم بناء سقف زجاجي بعد وفاة بهاءالله. ويوجد في الزاوية الشمالية الغربية من المنطقة الوسطى غرفة صغيرة تحتوي على بقايا بهاءالله. ويعد الضريح أقدس الأماكن بالنسبة للبهائيين كونه القبلة التي يتوجهون إليها من جميع انحاء العالم خلال صلاتهم.
وفي منحدر جبل الكرمل يتواجد مقام علي محمد رضا الشيرازي المُلقب بالباب (1819-1850) وهو المبشر عند اتباع الديانة البهائية. وعند زيارته لجبل الكرمل في مدينة حيفا الفلسطينية عام 1891م، وعيّن بهاء الله مؤسس الديانة البهائية هذا المكان ليدفن فيه الباب. وتعتبر حيفا اليوم مركزًا للدين البهائي، حيث تقام فيها مراسم الحج لأتباع هذه الديانة. بدأ شوقي أفندي رباني ببناء هياكل أخرى وواصل بناء بيت العدل البهائي حتى تم وصول المركز البهائي العالمي إلى حالته الحالية كمركز روحي وإداري للدين. ويتكون المركز العالمي هذا من ضريح الباب وحدائق البهائيين على جبل الكرمل في حيفا، وضريح بهاء الله قرب مدينة عكا، وبيت العدل الأعظم الذي يُمثل الهيئة الحاكمة العليا للبهائيين، بالإضافة إلى مباني أخرى مختلفة في المنطقة بما في ذلك مباني القوس في حيفا. يُشار بالذكر إلى أن العديد من مواقع المركز البهائي العالمي - بما فيها الشرفات ومزار باب التي تشكل المنحدر الشمالي لجبل الكرمل - إلى جانب ضريح بهاء الله في عكا قد تم إدراجها على قائمة التراث العالمي التابعة لليونسكو.

## مدن مقدسة

### القدس

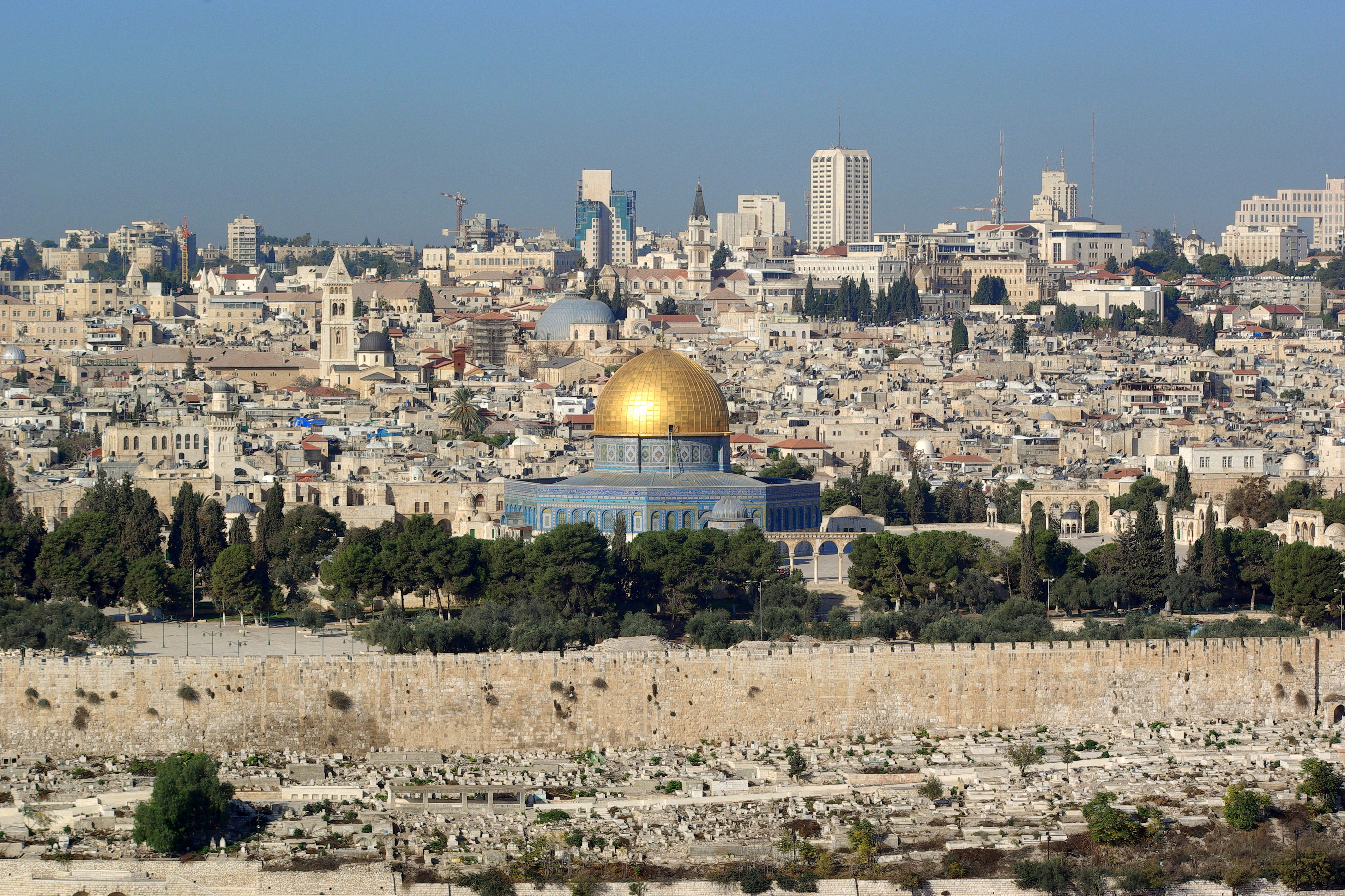
منظر عام لمدينة القدس من جبل الزيتون، وتظهر فيه قبة الصخرة وكنيسة القيامة.

تُعتبر القدس مدينة مقدسة عند أتباع الديانات السماوية الثلاث: اليهودية، المسيحية، الإسلام. فبالنسبة لليهود، أصبحت المدينة أقدس المواقع بعد أن فتحها النبي والملك داود وجعل منها عاصمة مملكة إسرائيل الموحدة حوالي سنة 1000 ق.م، ثم أقدم ابنه سليمان، على بناء أول هيكل فيها، كما تنص التوراة. وعند المسيحيين، أصبحت المدينة موقعًا مقدسًا، بعد أن صُلب وقام يسوع المسيح على إحدى تلالها المسماة «جلجثة» حوالي سنة 30 للميلاد، وبعد أن عثرت القديسة هيلانة على الصليب الذي عُلّق عليه بداخل المدينة بعد حوالي 300 سنة، وفقًا لما جاء في العهد الجديد. أما عند المسلمين، فالقدس هي ثالث أقدس المدن بعد مكة والمدينة المنورة، وهي أولى القبلتين، حيث كان المسلمون يتوجهون إليها في صلاتهم بعد أن فُرضت عليهم حوالي سنة 610 للميلاد، وهي أيضًا تمثل الموقع الذي عرج منه نبي الإسلام محمد بن عبد الله إلى السماء وفقًا للمعتقد الإسلامي. وكنتيجة لهذه الأهمية الدينية العظمى، تأوي المدينة القديمة عددًا من المعالم الدينية ذات الأهمية الكبرى، مثل: كنيسة القيامة، حائط البراق والمسجد الأقصى - المكون من عدة معالم مقدسة أهمها مسجد قبة الصخرة والمسجد القبلي، على الرغم من أن مساحتها تصل إلى 0.9 كيلومترات مربعة (0.35 أميال مربعة).

### الخليل

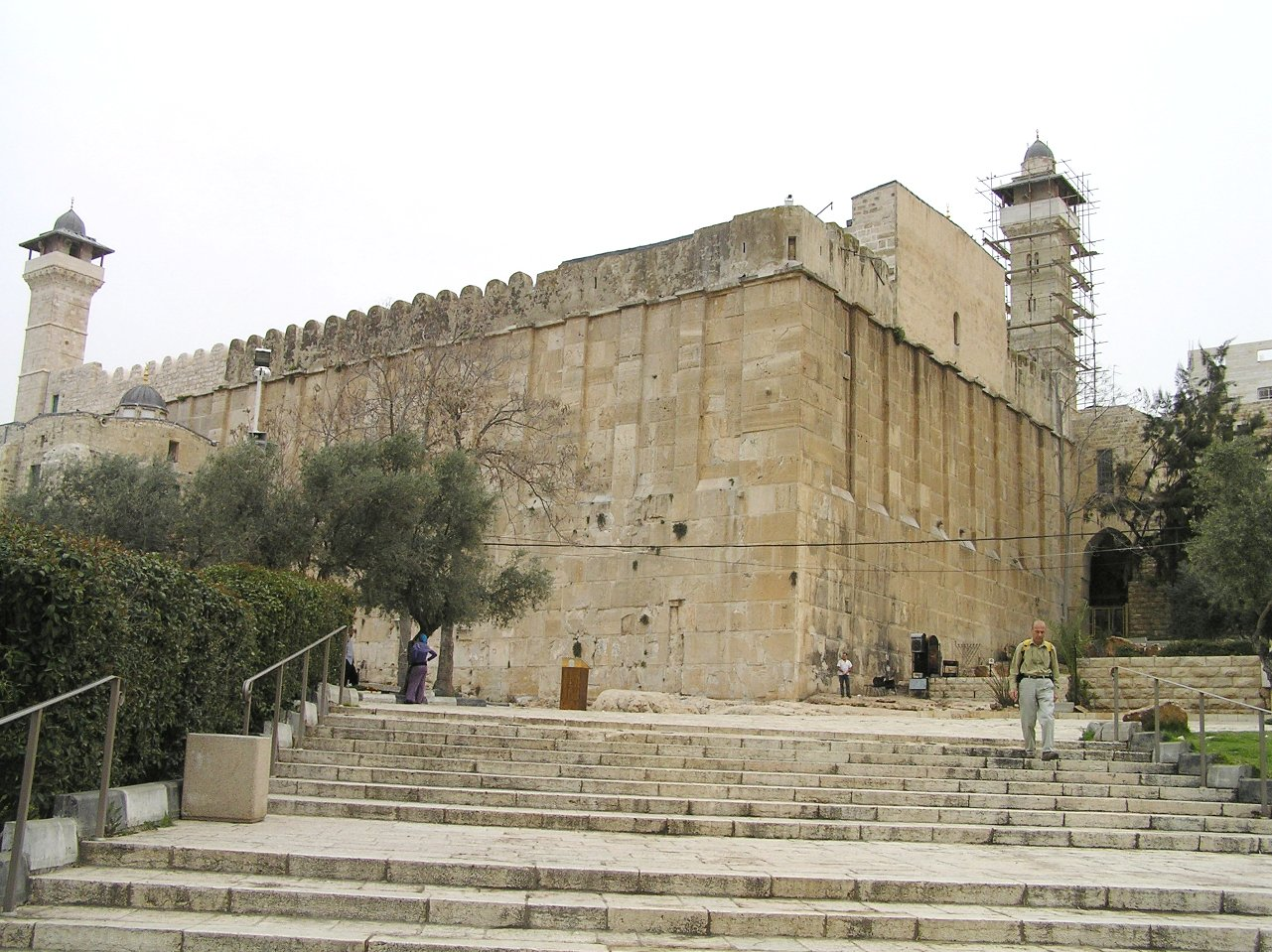
المسجد الإبراهيمي في الخليل.

لمدينة الخليل أهمية دينية للديانات الإبراهيمية الثلاث، حيث يتوسط المدينة المسجد الإبراهيمي الذي يحوي مقامات للأنبياء إبراهيم، وإسحق، ويعقوب، وزوجاتهم. ويطلق عليه البعض اسم الحرم الإبراهيمي الشريف. اشترى النبي إبراهيم مغارة المكفيلة من حاكم المدينة عفرون بن صوحر الحثي واتخذ منها مدفنا له ولأسرته من بعده وبموجب ذلك دفن فيها هو وزوجته سارة كما دفن فيها إلى جانبه، اسحق، يعقوب وزوجاتهم. وفي العهد الروماني بنى القائد هيرودوس الأدومي حول المدفن سورا ضخما لحمايته من التعديات يعرف بالحير حيث بني بحجارة ضخمة يزيد طول بعضها على سبعة أمتار بارتفاع يقارب المتر ويصل ارتفاع البناء في بعض المواضع إلى ما يزيد عن خمسة عشر مترا. مع انتشار المسيحية في عهد الإمبراطورية الرومانية اتخذ من المكان وحرمه كنيسة دمرت على أيدي الدولة الفارسية الوثنية ابان احتلال فلسطين عام 614 ميلادي. لتتحوّل بعدها إلى مسجد في العصور الإسلامية الأولى، وفي عهد خلافة بني أمية أعيد إعمار السور الأدومي كما رفعت شرفاته العلوية مع السقف وظلت مقامات الأنبياء بالقباب وفتح باب في الجهة الشرقية واتخذ مجددا في عهد الخليفة العباسي المهدي. ومع احتلال الصليبيين للمنطقة، بُني مكان المسجد كنيسة كاتدرائية، ما لبثت أن تحوّلت مرة أخرى لمسجد بعد تحرير صلاح الدين الأيوبي لفلسطين عام 1187. اليوم يقع المسجد تحت الاحتلال الإسرائيلي، ونظرًا للأهميّة الدينية للمسجد عند كلّ من المسلمين واليهود، فإنّه يُعتبر مركزًا للصراعات الجارية بين الفلسطينيين واليهود في مدينة الخليل، وبالتالي تمّ تقسيمه إلى مسجد للمسلمين وكنيس لليهود، وتمّ وضعه تحت حراسة أمنية مشددة.

### بيت لحم

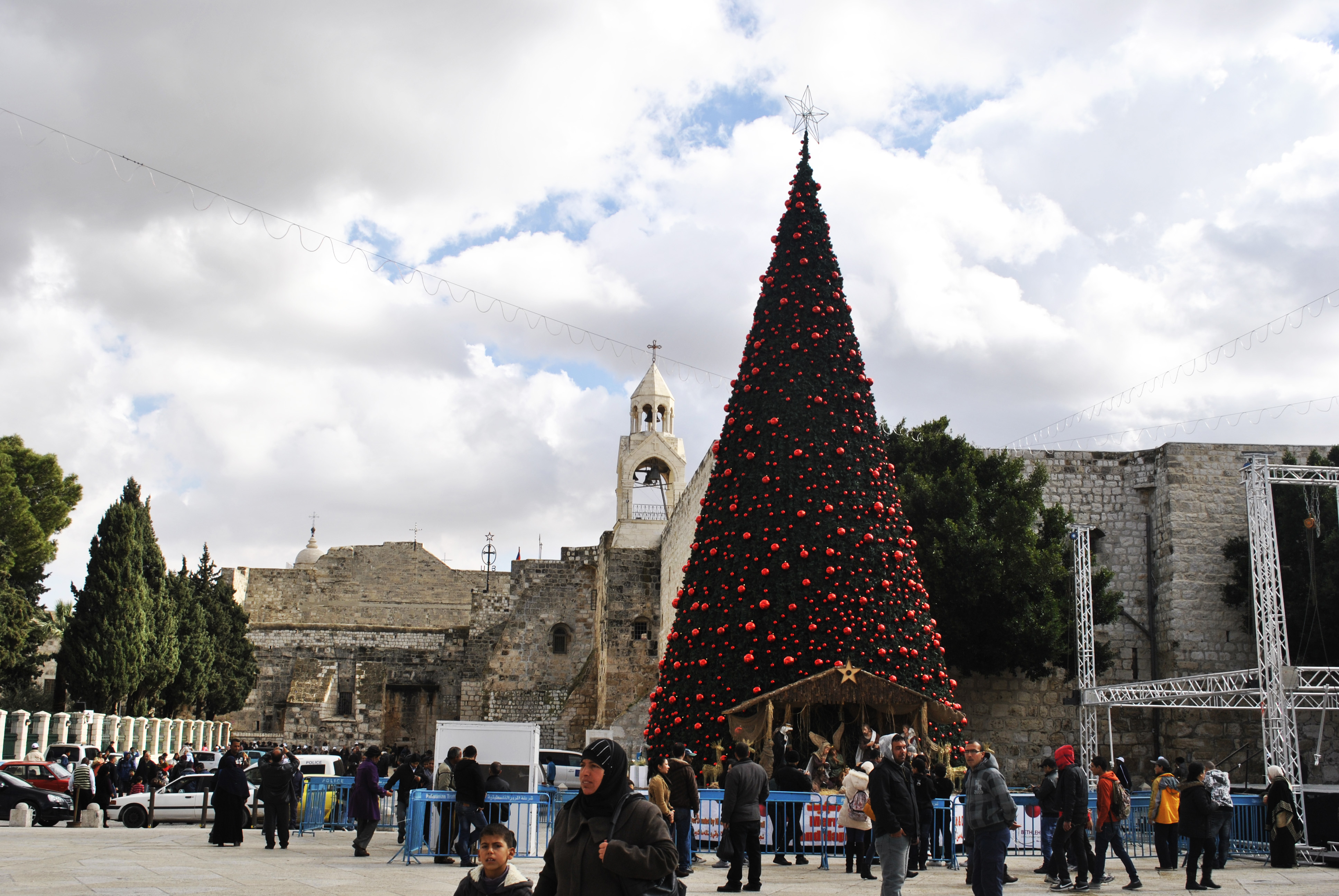
كنيسة المهد وشجرة الميلاد وسط بيت لحم.

لمدينة بيت لحم أهمية عظيمة لدى المسيحيين لكونها مسقط رأس يسوع المسيح (عيسى). تضم بيت لحم العديد من الكنائس، ولعل أهمها كنيسة المهد، التي بنيت على يد قسطنطين الأكبر (330 م). وقد بنيت الكنيسة فوق كهف أو مغارة يعتقد أنها الإسطبل الذي ولد فيه يسوع. ويعتقد أن هذه الكنيسة هي أقدم الكنائس الموجودة في العالم. كما أن هناك سرداباً آخر قريب يعتقد أن جيروم قضى فيه ثلاثين عاماً من حياته يترجم الكتاب المقدس. إن مدينة بيت لحم هي من أقدس المواقع المسيحية في العالم كونها المدينة التي فيها وُلِدَ يسوع المسيح، وبسبب قدسية مدينة بيت لحم لدى العالم المسيحي تتواجد في المدينة عدد كبير من الكنائس والأديرة فضلًا عن المواقع المسيحية المقدسة، بالإضافة إلى المؤسسات المسيحيّة المختلفة من مدراس وجامعة كاثوليكية ومستشفيات شتى، وكونها مدينة ميلاد يسوع تُحظى المدينة بشعبية واسعة وترتبط بعيد الميلاد. كانت كنيسة المهد هي الأولى بين الكنائس الثلاث التي بناها الإمبراطور قسطنطين في مطلع القرن الرابع الميلادي حين أصبحت المسيحية ديانة الدولة الرسمية وكان ذلك استجابة لطلب الأسقف ماكاريوس في المجمع المسكوني الأول في نيقيه عام 325 للميلاد. دخلت كنيسة المهد سنة 2012 قائمة مواقع التراث العالمي، كنيسة المهد هي أول موقع فلسطيني يدرج ضمن لائحة التراث العالمي لمنظمة اليونيسكو.
كما تضم المدينة قبر راحيل، وهي من الأماكن المقدسة اليهودية، حيث يروى أن النبي يعقوب جاء إلى هذه المدينة وهو في طريقه إلى الخليل، وماتت زوجته راحيل في مكان قريب من بيت لحم يعرف اليوم بقبة راحيل وفي بيت لحم ولد الملك داوود. ويعتبر قبر راحيل هو بناء ديني مملوكي/ عثماني يُنسب إلى الصحابي بلال بن رباح وإلى راحيل زوجة النبي يعقوب ووالدة النبي يوسف. وهو مُقام على شكل قبّة ويُعتبر مُقدسًا بالنسبة للمسلمين والمسيحيين واليهود.

## الروابط الخارجية
- وصف الأراضي المقدسة هو عبارة عن خريطة من 1585 تصور الأراضي المقدسة في وقت يسوع.